# Kleine Sterndolde
Die Kleine Sterndolde (Astrantia minor) ist eine Pflanzenart aus der Gattung Sterndolde (Astrantia) innerhalb der Familie der Doldenblütler (Apiaceae).

## Beschreibung

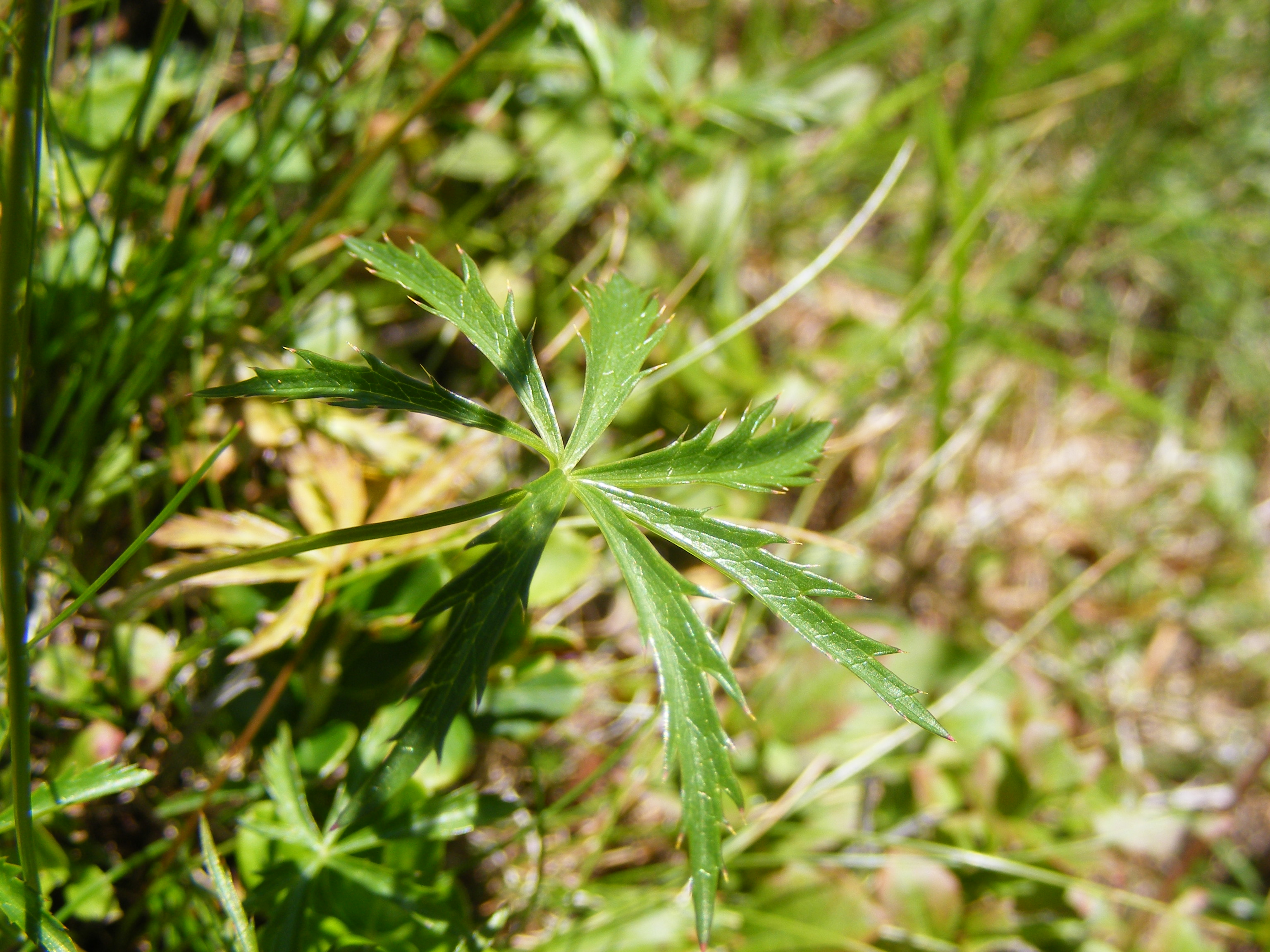
Laubblatt

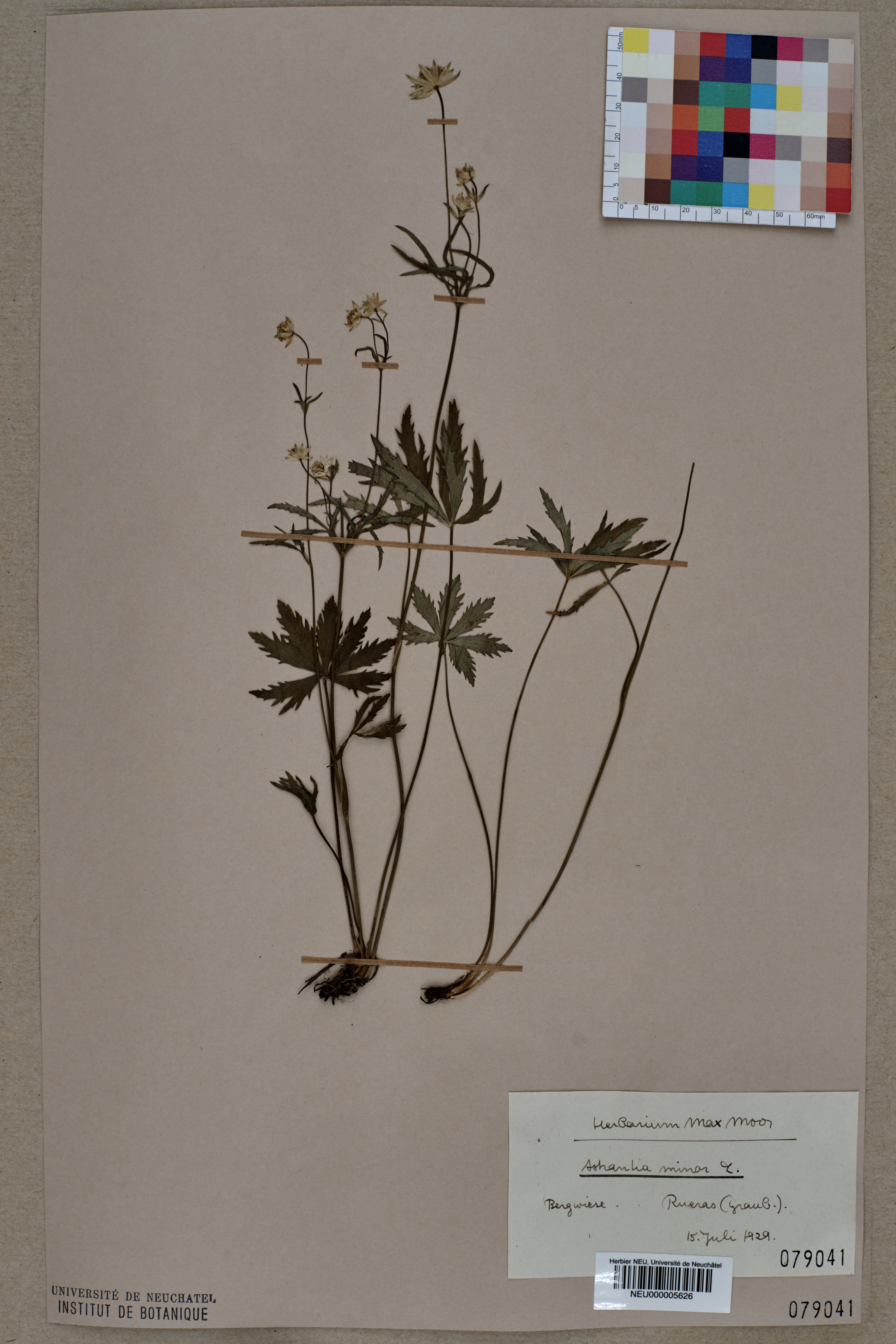
Herbarexemplar (Bitte keine Pflanzenteile aus Naturbeständen entnehmen!)

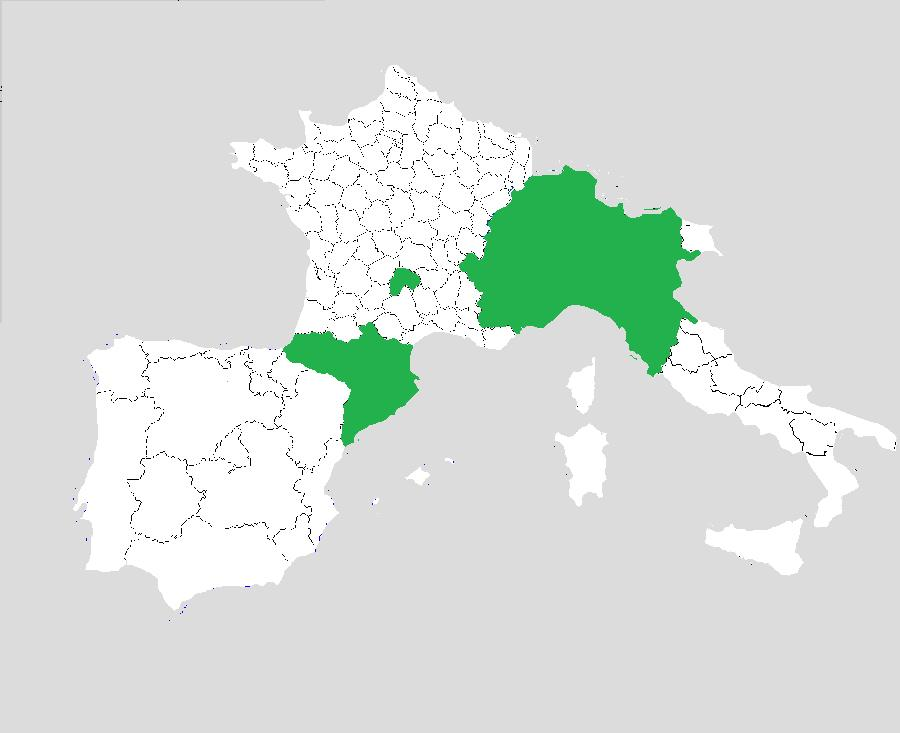
Verbreitung

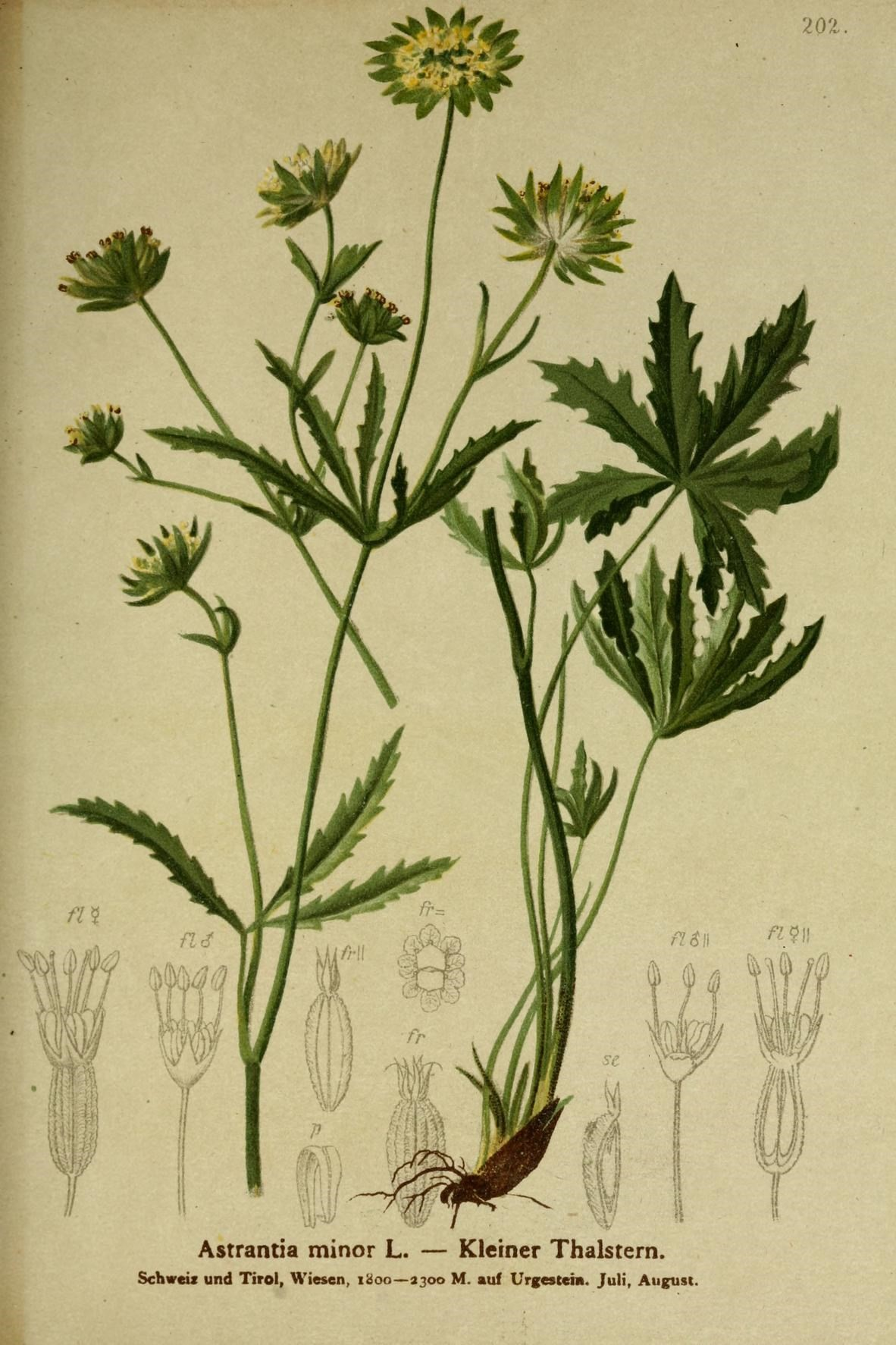
Illustration aus Atlas der Alpenflora

### Vegetative Merkmale
Die Kleine Sterndolde ist eine zarte, ausdauernde krautige Pflanze, die Wuchshöhen von 20 bis zu 40 Zentimetern erreicht. Der Stängel ist kahl, ist einfach oder verzweigt sich ab der Mitte.
Die Grundblätter sind lang gestielt, im Umriss fast kreisrund und fingerförmig fünf- bis neunspaltig geteilt. Die Blattabschnitte sind schmal-lanzettlich und im oberen Teil tief gesägt. Die drei mittleren Blattabschnitte sind bis zum Grund frei, sie sind bei älteren Laubblättern bei einer Länge von 2 bis 4 Zentimetern sowie einer Breite von 0,5 bis 1 Zentimetern meist eiförmig-lanzettlich oder lanzettlich mit kurz zugespitztem oberen Ende. Bei jüngeren Blättern sind sie schmal-lanzettlich bis sehr schmal-linealisch, am Grund keilförmig verschmälert und dort ganzrandig, aber sonst tief und scharf eingeschnitten-gesägt. Die anderen Blattabschnitte sind am Grund kurz miteinander verbunden. Die Stängelblätter sind insgesamt kleiner und einfacher und ihre Abschnitte sind sehr schmal, ganzrandig oder schwach gesägt.

### Generative Merkmale
Die Blütezeit reicht von Juli bis August. Der Trugdoldige Blütenstand ist zwei- bis vierstrahlig. Die Enddolde ist etwa 10 Millimeter breit. Die 10 bis 20 Hüllblätter sind spitz und sehr schmal, 5 bis 8, selten bis zu 15 Millimeter lang sowie 1,5 bis 3 Millimeter breit; sie sind ungefähr genauso lang wie die Blüten und am Grund frei. Jede Dolde umfasst etwa 25 bi 35 Blüten. Die Blütenstiele sind haardünn und 5 bis 6 Millimeter lang. Die Kelchzähne sind bei einer Länge von bis zu 1 Millimeter eiförmig stumpf und stachelspitzig. Die Kronblätter sind verkehrt-eiförmig bis keilförmig, benagelt, und ihr eingeschlagenes Läppchen ist breit, stumpf oder zugespitzt. Der Griffel ist doppelt so lang wie die Kelchzähne.
Die Frucht ist bei einer Länge von 3 bis 4 Millimetern verkehrt-eiförmig bis walzlich.
Die Chromosomenzahl beträgt 2n = 16.

## Ökologie
Die Pilzarten Puccinia astrantiae, Leptosphaeria setosa und Rhabdospora cercosperma leben auf der Kleinen Sterndolde.

## Vorkommen
Die Kleine Sterndolde kommt in den Pyrenäen, den südwestlichen Alpen und im Nord-Apennin vor. Es gibt Fundortangaben für Spanien, Andorra, Frankreich, die Schweiz und Italien. In Deutschland fehlt sie.
Die Kleine Sterndolde wächst auf trockenen, mehr oder weniger kalkfreien Böden auf Weiden, Wiesen, Schutthalden und in lichten Wäldern in Höhenlagen von ungefähr 1000 bis 2700 Meter. Besonders oft wächst sie im Gestrüpp des Vaccinio-Rhododendretum ferruginei, aber auch in Nardion-Gesellschaften oder in Pflanzengesellschaften des Verbands Adenostylion.
Die ökologischen Zeigerwerte nach Landolt et al. 2010 sind in der Schweiz: Feuchtezahl F = 3 (mäßig feucht), Lichtzahl L = 3 (halbschattig), Reaktionszahl R = 2 (sauer), Temperaturzahl T = 2+ (unter-subalpin und ober-montan), Nährstoffzahl N = 2 (nährstoffarm), Kontinentalitätszahl K = 3 (subozeanisch bis subkontinental).

## Taxonomie
Die Erstveröffentlichung von Astrantia minor erfolgte 1753 durch Carl von Linné in Species Plantarum, Tomus I, Seite 235.